# Leucania pertracta
Leucania pertracta là một loài bướm đêm trong họ Noctuidae.